# Robert Van de Walle

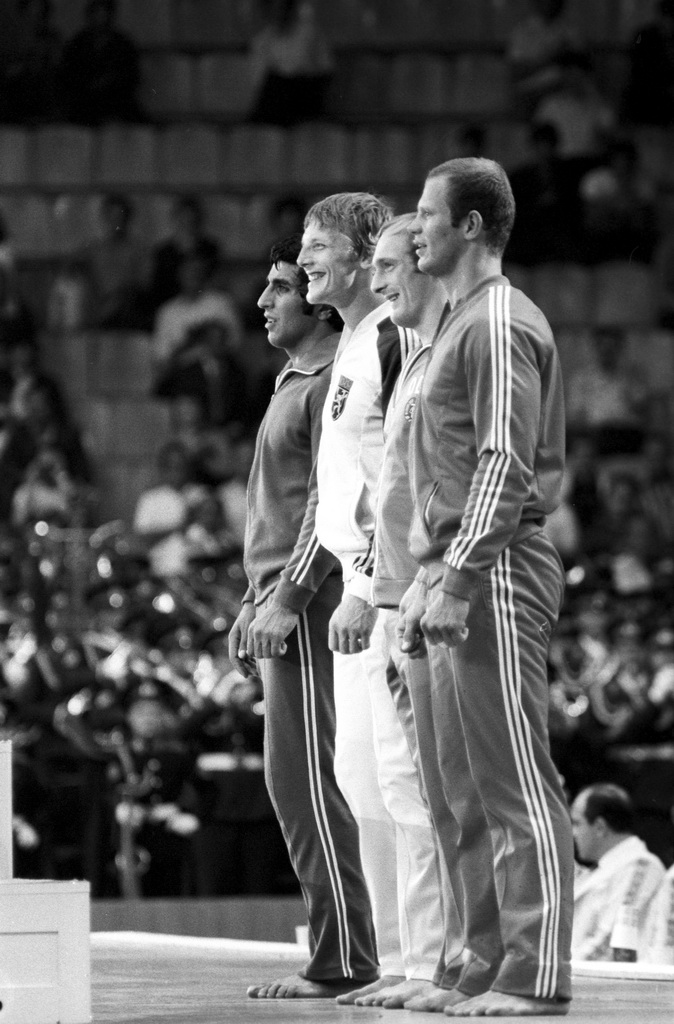
Robert Van de Walle (Zweiter von links) als Olympiasieger 1980

Robert Van de Walle (* 20. Mai 1954 in Ostende) ist ein ehemaliger belgischer Judoka, der zwei olympische Medaillen gewann. Er trägt den 9. Dan.

## Werdegang
Robert Van de Walle kämpfte von 1972 bis 1976 im Halbschwergewicht bis 93 Kilogramm, nach der neuen Klasseneinteilung ab 1977 war er bis zu seinem Karriereende in der Klasse bis 95 Kilogramm aktiv, neben seinen Starts im Halbschwergewicht trat er bisweilen in der Offenen Klasse an.
1973 gewann er bei den Militärweltmeisterschaften im Halbschwergewicht und belegte den zweiten Platz in der Offenen Klasse. Im Jahr darauf belegte er erstmals den ersten Platz bei einem internationalen Turnier, als er bei den Offenen Niederländischen Meisterschaften gewann. Bei den Juniorenweltmeisterschaften 1974 erreichte er den zweiten Platz. 1975 und 1976 gewann er je ein internationales Turnier, bei den Europameisterschaften 1976 belegte er den zweiten Platz hinter Tengis Chubuluri aus der Sowjetunion. Bei den Olympischen Spielen 1976 schied Robert Van de Walle frühzeitig aus.
1977 verlor Robert Van de Walle erneut im Europameisterschaftsfinale, diesmal siegte Dietmar Lorenz aus der DDR; zusätzlich erkämpfte Robert Van de Walle Bronze in der Offenen Klasse. 1979 wiederholte er in Brüssel den doppelten Medaillengewinn, erneut unterlag er im Halbschwergewichtsfinale gegen Chubuluri. Ein halbes Jahr nach den Europameisterschaften fanden in Paris die Judo-Weltmeisterschaften 1979 statt und erneut unterlag der Belgier im Finale gegen Chubuluri. 1980 gewann Robert Van de Walle bei den Europameisterschaften die Offene Klasse, sein Finalgegner war Angelo Parisi. Bei den Olympischen Spielen 1980 standen sich Robert Van de Walle und Tengis Chubuluri erneut im Halbschwergewichtsfinale gegenüber und diesmal siegte der Belgier. Nach 1979 gewann Robert Van de Walle 1980 zum zweiten Mal bei der Wahl zum belgischen Sportler des Jahres. 1981 unterlag er im Weltmeisterschaftsfinale gegen Chubuluri, zusätzlich erkämpfte der Belgier die Bronzemedaille in der Offenen Klasse.
Nach einem medaillenlosen Jahr 1982 gewann er 1983 vier Medaillen bei den Europa- und Weltmeisterschaften, in seinem einzigen Meisterschaftsfinale unterlag er bei den Europameisterschaften in der Offenen Klasse gegen Angelo Parisi. 1984 gewann er mehrere Turniere, beim Saisonhöhepunkt, den Olympischen Spielen 1984 schied er allerdings in der ersten Runde aus.
1984 hatte Robert Van de Walle bei den Europameisterschaften seine letzte Medaille in der Offenen Klasse gewonnen, im Alter von mittlerweile über 30 Jahren konzentrierte er sich nun ganz auf das Halbschwergewicht. 1985 und 1986 gewann er jeweils den Europameistertitel, beide Male war der Franzose Roger Vachon sein Finalgegner. Die Bronzemedaille bei den Olympischen Spielen 1988 und bei den Weltmeisterschaften 1989 waren seine letzten großen Medaillen. 1992 nahm Robert Van de Walle als erster Judoka zum fünften Mal an Olympischen Spielen teil, er belegte noch einmal den siebten Platz.
Robert Van de Walle gewann neben seinen internationalen Titeln zwei belgische Meistertitel, 1977 im Halbschwergewicht und 1978 in der Offenen Klasse.

## Internationale Medaillen

### Olympische Spiele
- 1980: Gold Halbschwergewicht
- 1988: Bronze Halbschwergewicht

### Weltmeisterschaften
- 1979: Silber Halbschwergewicht
- 1981: Silber Halbschwergewicht; Bronze Offene Klasse
- 1983: Bronze Halbschwergewicht; Bronze Offene Klasse
- 1985: Bronze Halbschwergewicht
- 1989: Bronze Halbschwergewicht

### Europameisterschaften
- 1976: Silber Halbschwergewicht
- 1977: Silber Halbschwergewicht; Bronze Offene Klasse
- 1978: Bronze Halbschwergewicht
- 1979: Silber Halbschwergewicht; Bronze Offene Klasse
- 1980: Bronze Halbschwergewicht; Gold Offene Klasse
- 1981: Bronze Halbschwergewicht
- 1983: Bronze Halbschwergewicht; Silber Offene Klasse
- 1984: Silber Halbschwergewicht; Bronze Offene Klasse
- 1985: Gold Halbschwergewicht
- 1986: Gold Halbschwergewicht
- 1987: Bronze Halbschwergewicht
- 1988: Bronze Halbschwergewicht
- 1991: Bronze Halbschwergewicht Mannschaftseuropameisterschaft